# ويس سيمز (لاعب كرة قدم أمريكية)
ويس سيمز (بالإنجليزية: Wes Sims)‏ هو لاعب كرة قدم أمريكية أمريكي، ولد في 8 أبريل 1981 في ويذرفورد في الولايات المتحدة.

## وصلات خارجية
- ويس سيمز على موقع مرجع كرة القدم المحترفة.كوم (الإنجليزية)